# فیات ۱
فیات ۱ (Fiat ۱) خودرویی است که در سال‌های ۱۹۰۸ تا ۱۹۱۰تولید شده‌است.
طراحی آن خودروهای موتور جلو-محور عقب بوده است.
موتور آن ۲۲۰۰ سی‌سی بود و توانی برابر ۱۶ اسب بخار را فراهم می‌کرد.بیشترین سرعت آن ۷۰ کیلومتر بر ساعت بود، همچنین سیستم جعبه‌دندهٔ آن ۴ دنده به صورت دستی بوده است.